# Ловелл, Джим
Джеймс А́ртур (Джим) Ло́велл-младший (англ. James Arthur «Jim» Lovell, Jr.; 25 марта 1928, Кливленд, Огайо, США — 7 августа 2025, Лейк-Форест, Иллинойс, США) — астронавт США. Является одним из 24 человек, участвовавших в полётах к Луне и первым из трёх, кому удалось это дважды. Единственный, кто в двух лунных полётах так и не высадился на Луну. Первый человек, совершивший четвёртый космический полёт, в котором был командиром космического корабля «Аполлон-13», пострадавшего от взрыва при полёте к Луне, но благополучно вернувшегося на Землю. Обладатель, вместе с членами своего экипажа, рекорда по максимальному удалению от Земли — свыше 400 000 км. После смерти Фрэнка Бормана был старейшим из живущих ныне людей, побывавших в космосе.

## Биография
Родился 25 марта 1928 года в Кливленде, штат Огайо. После окончания школы учился в Висконсинском университете в Мадисоне с 1946 по 1948 год по программе Летучий мичман. Летом 1948 года выявились проблемы с продолжением финансирования этой программы, и осенью того же года Ловелл перешёл в Военно-морскую академию в Аннаполисе (штат Мэриленд). Закончил её весной 1952 года со степенью бакалавра.
Осенью 1952 года начал лётную подготовку на базе аэродрома морской авиации Пенсакола. После завершения учёбы в феврале 1954 года служил лётчиком-истребителем на базе Моффетт.
С 1958 года служил лётчиком-испытателем в военно-морском авиационном испытательном центре Патаксент-Ривер (штат Мэриленд). После окончания школы авиационной безопасности при университете в Южной Калифорнии работал лётчиком-инструктором и офицером безопасности на военно-морской авиационной базе Осеана (штат Виргиния).
Умер 7 августа 2025 года в возрасте 97 лет в своём доме в Лейк-Форесте, штат Иллинойс.

## Космическая подготовка
В 1962 году вошёл в группу астронавтов НАСА.
4-18 декабря 1965 года совместно с Фрэнком Борманом совершил полёт в космос на корабле «Джемини-7» в качестве второго пилота. За 330 ч 35 мин корабль совершил 206 витков вокруг Земли, пролетев около 9,2 млн км.
11-15 ноября 1966 года совершил полёт в космос на корабле «Джемини-12» в качестве командира совместно с Баззом Олдрином. Его корабль за 94 ч 35 мин совершил 59 витков вокруг Земли, пролетев более 2,6 млн км.
21-27 декабря 1968 года совместно с Фрэнком Борманом и Уильямом Андерсом совершил 1-й полёт к Луне с выходом на селеноцентрическую орбиту на корабле «Аполлон-8» в качестве пилота командного модуля. Космический корабль, сделав 10 витков вокруг Луны, возвратился на Землю. Полёт продолжался 147 ч 1 мин.
11-17 апреля 1970 года вместе с Джоном Суайгертом и Фредом Хейзом совершил полёт к Луне на корабле «Аполлон-13» в качестве командира. В связи с аварией посадка была отменена, и корабль, облетев Луну, вернулся на Землю. Полёт продолжался 142 ч 55 мин. Именно во время этого полёта Джону Суайгерту пришлось сказать фразу, ставшую крылатой: «Хьюстон, у нас проблема».
За 4 полёта в космос Ловелл налетал 715 ч 6 мин. Он — единственный астронавт, кто участвовал в двух лунных миссиях, но так и не высадился на Луну.
В 1971 году был назначен заместителем отдела науки и прикладных исследований в Центре пилотируемых космических кораблей в Хьюстоне.

## Семья
Жена (с 1952 по 2023) — Мэрилин Ловелл (имя при рождении — Marilyn Lillie Gerlach) (1930—2023)
- Дочь — Барбара Ловелл (род. 1953)[8]
- Сын — Джеймс Ловелл III (род. 1955)[8]
- Дочь — Сьюзан Ловелл (род. 1958)[8]
- Сын — Джеффри Ловелл (род. 1966)[8]
  - 11 внуков[8]
    - 7 правнуков[8]

## Награды и признание
Джеймс Ловелл был награждён медалью НАСА «За выдающиеся заслуги» в 1970 году.
Именем Ловелла назван кратер на обратной стороне Луны.
Включён в Зал славы астронавтов.